# Synskadades stiftelse
Synskadades stiftelse är en svensk stiftelse som arbetar för synskadades rättigheter. Stiftelsen vänder sig till synskadade. Med synskadad menas i detta sammanhang en person som har såpass nedsatt synförmåga att det är svårt eller omöjligt att läsa vanlig text, eller att med synens hjälp orientera sig, eller som har motsvarande svårigheter på grund av synen.
Testamentariska arv och gåvor har haft mycket stor betydelse för Synskadades Stiftelses tillkomst och möjliggör fortsatt stöd till synskadade.
Stiftelsen kan ge bidrag till organisationer som utför verksamhet för synskadade inom områden som rehabilitering, rekreation, ledarhundsverksamhet, barn- och ungdomsverksamhet, utbildning eller liknande. Även enskilda synskadade kan få bidrag.
Stiftelsen drivs i dag av en styrelse som förvaltar och tar emot donationer från privatpersoner och organisationer. Styrelsen behandlar de ansökningar som kommer in och beslutar i vilka fall ansökningar ska beviljas.

## Historia
Synskadades Stiftelse bildades av De Blindas Förening (DBF) 1954 och fick namnet De Blindas Förenings Understödsstiftelse
År 1889 bildades De Blindas Förening av en grupp synskadade hantverkare. Föreningen växte sig successivt starkare, och medlemmar från hela Sverige anslöt sig. På 1950-talet  aktualiserade föreningens kassaförvaltare frågan om nödvändigheten av inkomstförstärkning och en bättre kapitalförvaltning. Efter överväganden föreslog styrelsen till 1954 års ombudsmöte en stadgeändring med införande av De Blindas Förenings Understödsstiftelse. Efter en genomgång och diskussion vid ombudsmötet den 12-15 juni 1954 beslöts enligt §53 i protokollet:
”Därefter beslöt ombudsmötet enhälligt bifalla styrelsens förslag till tillägg till stadgarnas §1 angående upprättande av en särskild stiftelse som mottagare av kommande donationer.”
Därmed bildades De Blindas Förenings Understödsstiftelse, som 1997 bytte namn till Synskadades Stiftelse.